# Instytut Kultury Europejskiej w Gnieźnie

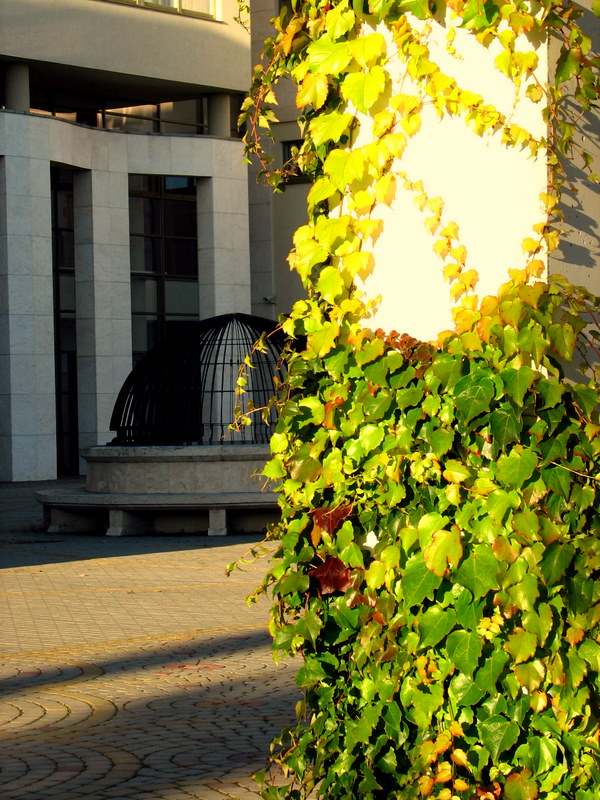
Dziedziniec Kolegium

Instytut Kultury Europejskiej, dawniej Kolegium Europejskie im. Jana Pawła II, Collegium Europaeum Gnesnense (obecnie jest to nazwa kompleksu budynków) – jedna z czterech filii Uniwersytetu im. Adama Mickiewicza w Poznaniu, mająca swoją siedzibę w Gnieźnie. Instytut powstał w 2000 roku. 

## Historia
Instytut powstał jako Collegium Europaeum Gnesnense – Kolegium Europejskie 12 marca 2000 roku dekretem erekcyjnym Prezydenta RP Aleksandra Kwaśniewskiego. Idea powołania do życia takiej placówki wyszła od ówczesnego rektora Uniwersytetu im. Adama Mickiewicza, prof. Stefana Jurgi. Jeszcze w 2000 roku rozpoczęto budowę kompleksu budynków przy ulicy Kostrzewskiego. Pierwszą, tymczasową siedzibą był jeden z budynków Prymasowskiego Wyższego Seminarium Duchownego. 2 czerwca 2003 roku oddano do użytku kompleks trzech budynków – części dydaktycznej, akademika ze stołówką oraz sali sportowej. 
30 maja 2005 Senat Uniwersytetu im. Adama Mickiewicza w Poznaniu nadał Kolegium Europejskiemu w Gnieźnie imię Jana Pawła II.
Dnia 29 czerwca 2009 Senat Uniwersytetu zdecydował o powołaniu w Gnieźnie Instytutu Kultury Europejskiej, który rozpoczął działalność z dniem 1 września 2009.
W latach 2004–2015 Instytut wraz z I Liceum Ogólnokształcącym w Gnieźnie prowadził eksperyment pedagogiczny klasa akademicka, jako jeden z profili nauczania. Uczniowie uczestniczyli w wykładach i konferencjach, organizowanych przez Instytut oraz mieli własne zajęcia z komunikacji europejskiej z wykładowcami Instytutu. Instytut angażuje się także w przygotowanie zjazdów gnieźnieńskich.

## Struktura Instytutu

### Władze Instytutu
W kadencji 2020–2024:
| Stanowisko                                         | Imię i nazwisko        |
| -------------------------------------------------- | ---------------------- |
| Dyrektor                                           | dr hab. Mateusz Jaeger |
| Zastępca Dyrektora ds. studenckich i dydaktycznych | dr Michał Duch         |

### Dyrektorzy
1. dr hab. Aleksander Mikołajczak (2000–2008)
2. prof. dr hab. Leszek Mrozewicz (2009–2020)
3. dr hab. Mateusz Jaeger (od 2020)

### Pracownicy
W Instytucie zatrudnionych jest czternastu pracowników samodzielnych, w tym sześciu profesorów oraz ośmioro profesorów uczelni. Ponadto w Instytucie pracuje dziewięcioro adiunktów ze stopniem doktora. Kadrę Instytutu stanowią badacze wywodzący się z dyscyplin takich jak: historia, kulturoznawstwo, językoznawstwo, filologia i politologia.

### Zakłady
| Zakład                                 | Kierownik                      |
| -------------------------------------- | ------------------------------ |
| Zakład Badań Diachronicznych           | dr hab. Leszek Wetesko         |
| Zakład Badań nad Tożsamością Kulturową | prof. dr hab. Eliza Grzelak    |
| Zakład Studiów Kulturowych             | prof. dr hab. Beata Frydryczak |

## Program dydaktyczny
Obecnie Instytut Kultury Europejskiej prowadzi studia stacjonarne pierwszego i drugiego stopnia na kierunkach:
- komunikacja europejska
- projektowanie kultury
- zarządzanie w administracji lokalnej

## Budynki uczelnianie
Kompleks budynków IKE został oddany do użytku z dniem 2 czerwca 2003 roku. W skład budynku dydaktycznego, na jego trzech kondygnacjach mieszczą się różnej wielkości audiowizualne sale wykładowe, pracownia komputerowa, pomieszczenia dla władz Instytutu i jej administracji, pokoje pracowników naukowych. Znajduje się w nim także biblioteka z magazynem, mogącym pomieścić pięćdziesiąt tysięcy woluminów oraz czytelnią. Przy czytelni zlokalizowano pokój studencki z dostępem do komputera stacjonarnego, drukarki i skanera. Budynek główny jest w pełni dostosowany do potrzeb osób z niepełnosprawnościami: schody wyposażone w poręcze po obu stronach, windy obsługują wszystkie poziomy i części obiektu oraz wyposażone są w komunikaty głosowe oraz przyciski z alfabetem Braille’a. Ponadto przy salach wykładowych znajdują się tabliczki z numerem sali zapisanym w alfabecie Braille’a. 
Drugim budynkiem jest dom studencki wraz z pralnią i stołówką. W akademiku znajdują się pokoje jedno- i dwuosobowe, każdy z własną łazienką oraz dostępem do kuchni. Część pokoi dostosowana jest do potrzeb osób z niepełnosprawnościami.  
W trzecim budynku znajduje się sala sportowa i siłownia.
W skład kampusu wchodzi również kameralny amfiteatr. 

## Publikacje
Instytut Kultury Europejskiej regularnie publikuje:
- Studia Europaea Gnesnensia – czasopismo interdyscyplinarne, półrocznik zapewniający natychmiastowy, otwarty dostęp do wszystkich swoich treści, o wskaźniku oceny czasopisma Ministerstwa Edukacji i Nauki 20 pkt[12]
- Acta Humanistica Gnesnensia  - seria wydawnicza, w ramach której publikowane są prace kadry naukowej Instytutu, tłumaczenia i materiały pokonferencyjne[13]
- Opuscula Gnesnensia – seria, w ramach której publikowane są wykłady wygłaszane przez zaproszonych gości i pracowników Instytutu[14]

W Instytucie wydawany jest także spIKEr – studenckie pismo, prowadzone przez studentów i adiunktów IKE.

## Współpraca międzyuczelniana
Placówka współpracuje z licznymi uniwersytetami w Europie m.in. z E.A.C.-Centre d’Etudes Superieures en Economie, Art et Communication (Paryż, Francja), Universidad de Zaragoza (Saragossa, Hiszpania), Latvijas Universitate (Ryga, Łotwa), Ernst-Moritz-Arndt-University Greifswald (Greiswald, Niemcy), Johann Wolfgang Goethe Universität Frankfurt am Main (Frankfurt nad Menem, Niemcy), University of Fribourg (Fryburg, Szwajcaria), Universita degli Studi di Roma „La Sapienza” (Rzym, Włochy), Universita degli studi di Milano (Mediolan, Włochy), Universita del Salento (Salento, Włochy), Catholic University in Ruzomberok (Różomberg, Słowacja), Martin Luther Universität Halle-Wittenberg (Wittenberga, Niemcy), Uniwersytet Pedagogiczny im. P. Tyczny w Humaniu (Humań, Ukraina).